# Sturmgeschütz IV
Sturmgeschütz IV foi um destruidor de tanques utilizado pela Alemanha Nazista durante a Segunda Guerra Mundial.
Criado como o sucessor do Sturmgeschütz III, o Sturmgeschütz IV foi produzido utilizando o chassi do Panzer IV, no qual muitos engenheiros sugeriram a proposta a Hitler, que sempre as recusavam.
Após o bombardeiro de Berlim, a fábrica da Alkett, que produzia 225 unidades do StuG III em outubro de 1943, teve a produção drasticamente reduzida, fabricando apenas 24 unidades em dezembro do mesmo ano.
Hitler então foi obrigado a aceitar a proposta, dando início a produção do StuG IV.
O Sturmgeschütz IV, no entanto, não foi produzido em massa como o seu antecessor, o StuG III, que totalizava mais de 10.000 unidades fabricadas.

## Sobreviventes
Há atualmente três exemplares sobreviventes do StuG IV.

### Polônia
Um StuG IV restaurado se encontra no White Eagle Museum, um museu militar localizado na cidade de Skarżysko-Kamienna, na Polônia. É uma restauração improvisada usando um casco StuG IV e várias partes de Stug IIIs e Panzer IVs.

### Letônia
Em outubro de 2011, um StuG IV que foi encontrado em um pântano na antiga Curlândia foi restaurado por um entusiasta da Letônia. Este veículo sem motor ou caixa de velocidades, foi colocada à venda no milweb.net a um preço inicial de 425.000 euros. Ele também foi listado no eBay com um "Buy It Now" preço de 900.000 dólares americanos.